# John Brown (senator z Kentucky)
John Brown (ur. 12 września 1757 roku w Staunton w Wirginii, zm. 29 sierpnia 1837 roku w Frankfort w Kentucky) – nauczyciel, amerykański prawnik i polityk.
W latach 1787 i 1788 był delegatem na Kongres Kontynentalny z dystryktu Kentucky, stanowiącego wówczas część Wirginii. W latach 1789–1792 podczas pierwszej i drugiej kadencji Kongresu Stanów Zjednoczonych zasiadał w Izbie Reprezentantów Stanów Zjednoczonych jako przedstawiciel okręgu Kentucky w stanie Wirginia.
W czerwcu 1792 roku, gdy ta część Wirginii, która stanowi stan Kentucky została przyłączona do Unii Stanów Zjednoczonych jako kolejny, piętnasty stan, został wybrany do Senatu jako przedstawiciel nowego stanu. Funkcję tę piastował do 1805 roku. Podczas ósmej kadencji Kongresu Stanów Zjednoczonych pełnił funkcję przewodniczącego pro tempore Senatu Stanów Zjednoczonych.
Jego brat, James Brown, reprezentował stan Luizjana w Senacie Stanów Zjednoczonych. Jego kuzyni, John Breckinridge, James Breckinridge i Francis Preston także zasiadali w Kongresie Stanów Zjednoczonych, podobnie jak jego wnuk, Benjamin Gratz Brown.